# 湖北地黄
湖北地黄（学名：Rehmannia henryi）是玄参科地黄属的植物，是中国的特有植物。分布于中国大陆的湖北等地，生长于海拔1,000米的地区，多生长于路旁及石缝中，目前尚未由人工引种栽培。